# Calamaria apraeocularis
Calamaria apraeocularis este o specie de șerpi din genul Calamaria, familia Colubridae, descrisă de Worthington George Smith în anul 1927. Conform Catalogue of Life specia Calamaria apraeocularis nu are subspecii cunoscute.